# Segunda División A 1990/91
De Segunda División A 1990/91 was het 60ste seizoen van het tweede niveau van het Spaans voetbalkampioenschap.   Het ging van start op 2 september 1990 en eindigde op 9 juni 1991.

## Eindklassement
|     | Club                   | WG | W  | G  | V  | DV | DT | P  |                                                                            |
| --- | ---------------------- | -- | -- | -- | -- | -- | -- | -- | -------------------------------------------------------------------------- |
| 1º  | Albacete Balompié      | 38 | 18 | 13 | 7  | 56 | 31 | 49 | Promotie naar de Primera División                                          |
| 2ª  | Deportivo La Coruña    | 38 | 20 | 8  | 10 | 60 | 32 | 48 | Promotie naar de Primera División                                          |
| 3º  | Real Murcia            | 38 | 18 | 12 | 8  | 56 | 36 | 48 | Eindronde, zonder promotie naar de Primera División                        |
| 4º  | CD Málaga              | 38 | 16 | 14 | 8  | 52 | 35 | 46 | Eindronde, zonder promotie naar de Primera División                        |
| 5º  | Orihuela Deportiva CF  | 38 | 12 | 19 | 7  | 49 | 39 | 43 | Spelers onbetaald en administratieve degradatie naar de Segunda División B |
| 6º  | UE Lleida              | 38 | 16 | 11 | 11 | 41 | 36 | 43 |                                                                            |
| 7º  | UE Figueres            | 38 | 14 | 11 | 13 | 44 | 42 | 39 |                                                                            |
| 8º  | Sestao Sport Club      | 38 | 9  | 20 | 9  | 29 | 27 | 38 |                                                                            |
| 9º  | Real Avilés Industrial | 38 | 10 | 18 | 10 | 35 | 37 | 38 |                                                                            |
| 10º | SD Eibar               | 38 | 9  | 19 | 10 | 35 | 34 | 37 |                                                                            |
| 11º | Rayo Vallecano         | 38 | 8  | 20 | 10 | 44 | 50 | 36 |                                                                            |
| 12º | CE Sabadell            | 38 | 11 | 14 | 13 | 32 | 45 | 36 |                                                                            |
| 13º | Bilbao Athletic        | 38 | 11 | 14 | 13 | 35 | 43 | 36 |                                                                            |
| 14º | Levante UD             | 38 | 8  | 20 | 10 | 31 | 38 | 36 |                                                                            |
| 15º | UD Las Palmas          | 38 | 10 | 16 | 12 | 38 | 43 | 36 |                                                                            |
| 16º | Palamós CF             | 38 | 9  | 17 | 12 | 33 | 46 | 35 |                                                                            |
| 17º | Elche CF               | 38 | 12 | 10 | 16 | 39 | 45 | 34 | Degradatie naar de Segunda División B                                      |
| 18º | UD Salamanca           | 38 | 9  | 13 | 16 | 41 | 40 | 31 | Degradatie naar de Segunda División B                                      |
| 19º | UD Levante             | 38 | 6  | 15 | 17 | 27 | 51 | 27 | Degradatie naar de Segunda División B                                      |
| 20º | Xerez CD               | 38 | 6  | 12 | 20 | 37 | 61 | 24 | Degradatie naar de Segunda División B                                      |

## Play-offs
De uitkomst van de play-offs kon maximaal leiden tot twee extra stijgers naar het hoogste niveau van het Spaans voetbal.  In een eerste duel nam de zeventiende uit de hoogste reeks het op tegen de vierde uit de tweede reeks en in een tweede duel nam de achttiende uit de hoogste reeks het op tegen de derde uit de tweede reeks. Een duel bestond uit één ronde met heen- en terugwedstrijd.

### Heenwedstrijden
- Real Murcia - Real Zaragoza 0-0
- Cádiz CF - CD Málaga 1-0

### Terugwedstrijden
- Real Zaragoza - Real Murcia 5-2
- Cádiz CF - CD Málaga 1-0 (5-4 penalties)

## Topscorers
23 goals
- Juan Ramón Comas Romero (Real Murcia)

22 goals
- Jesús Vicente García-Pitarch Marco (Orihuela Deportiva CF)

15 goals
- Andrés González Brito (Xerez CD)

1929 · 1929/30 · 1930/31 · 1931/32 · 1932/33 · 1933/34 · 1934/35 · 1935/36 · 1936/37 · 1937/38 · 1938/39 · 1939/40 · 1940/41 · 1941/42 · 1942/43 · 1943/44 · 1944/45 · 1945/46 · 1946/47 · 1947/48 · 1948/49 · 1949/50 · 1950/51 · 1951/52 · 1952/53 · 1953/54 · 1954/55 · 1955/56 · 1956/57 · 1957/58 · 1958/59 · 1959/60 · 1960/61 · 1961/62 · 1962/63 · 1963/64 · 1964/65 · 1965/66 · 1966/67 · 1967/68 · 1968/69 · 1969/70 · 1970/71 · 1971/72 · 1972/73 · 1973/74 · 1974/75 · 1975/76 · 1976/77 · 1977/78 · 1978/79 · 1979/80 · 1980/81 · 1981/82 · 1982/83 · 1983/84 · 1984/85 · 1985/86 · 1986/87 · 1987/88 · 1988/89 · 1989/90 · 1990/91 · 1991/92 · 1992/93 · 1993/94 · 1994/95 · 1995/96 · 1996/97 · 1997/98 · 1998/99 · 1999/00 · 2000/01 · 2001/02 · 2002/03 · 2003/04 · 2004/05 · 2005/06 · 2006/07 · 2007/08 · 2008/09 · 2009/10 · 2010/11 · 2011/12 · 2012/13 · 2013/14 · 2014/15 · 2015/16 · 2016/17 · 2017/18 · 2018/19 · 2019/20 · 2020/21 · 2021/22 · 2022/23 · 2023/24 · 2024/25